# 狩野絹成
狩野 絹成（かのう まさなり、1995年11月22日 - ）は、日本の俳優。千葉県出身。PINUPS plus＋所属。

## 人物
身長183cm。
趣味はランニング、読書。特技は卓球、サッカー。

## エピソード
- 2019年放送の「スーパー戦隊シリーズ」第43作『騎士竜戦隊リュウソウジャー』（テレビ朝日・東映）のオーディションに参加していた[1]。

## 出演作品

### テレビドラマ
- 火曜ドラマ / 花のち晴れ〜花男 Next Season〜（2018年、TBS）
- ドラマ24 / 忘却のサチコ 第一歩（2018年10月13日、テレビ東京）
- 木曜ドラマF（日本テレビ）
  - チート〜詐欺師の皆さん、ご注意ください〜 target 3（2019年10月17日） - 浜中
  - 江戸モアゼル〜令和で恋、いたしんす。〜 第1話（2021年1月7日）
- 教場（2020年1月4日、フジテレビ） - 関口和馬
- 暴太郎戦隊ドンブラザーズ ドン1話（2022年3月6日、テレビ朝日） - 春日誠[1]
- 特捜9 season7 第3話（2024年4月17日、テレビ朝日）[2]

### テレビ番組
- 痛快TV スカッとジャパン ショートドラマ「お局様撃退スカッと 職場で彼氏探しOL」（2017年1月30日、フジテレビ） - 岡田和也
- キスマイBUSAIKU!?（2017年、フジテレビ）
- 恋んトス シーズン7「失恋男子のリベンジ旅 in カンボジア」（2018年、TBS）
- THE突破ファイル（2021年、日本テレビ）

### 配信ドラマ
- セレクト女子〜優柔不断な私にドロップキック〜（2019年2月1日、YouTube） - 賢治
- 小学館 Sho-Comiプロジェクト「私の卒業」（2020年、YouTube）
  - 第2話「叫び」後編（2月14日） - 早川
  - 第3、4話「束縛彼女」前編・後編（2月22、29日） - 五十嵐翔
- 取り立て屋ハニーズ 第6話（2021年4月30日、ひかりTVチャンネル、dTV） - 柴崎恵介

### 映画
- HiGH&LOW THE WORST（2019年） - 鬼邪高校のヤンキー

### CM
- 大塚製薬 「ポカリスエット」TV CM（2016年）※インドネシアのみ放送
- 日本コカ・コーラ
  - 「赤は、おいしさのしるし。」篇 TV CM（2017年）
  - 「い・ろ・は・す みかん」WEB CM（2018年）
- 花王 「リーゼフォーメン」WEB CM（2017年）
- VICTAS（2017年）
- ABCマート 「接客篇」TV CM（2017年）
- AOKI 「夏セール」TV CM（2018年）
- JACCS WEB CM「2045年のSAKURA」（2019年） - HARU
- ミニストップ TV CM（2019年）
  - 「キャントストップ 白桃ソフト編」
  - 「キャントストップ ハロハロ果実氷白桃編」
- 第一三共ヘルスケア「トラフルダイレクト」TV CM（2019年）

### 広告
- JOYFIT〜ジョイフィット グラフィック広告（2017年）

### 舞台
- たとえば僕が死んだら（2016年） - 渋谷哲人
- Loki First Produce「ⅢGD」（2017年） - 秘書

### その他
- 音楽ナタリー MERREL×SWEET LOVE SHOWER 2018特集（2018年）